# Толіма (департамент)
Департамент Толіма (ісп. Departamento del Tolima) — департамент в Колумбії. Розташований в центрально-західній частині країни, межує з департаментами Кундинамарка, Уїла, Каука, Вайє-дель-Каука, Кіндіо і Рісаральда. Столиця — місто Ібаґе.
| Колумбія | Це незавершена стаття з географії Колумбії. Ви можете допомогти проєкту, виправивши або дописавши її. |